# Euphorbia erlangeri
Euphorbia erlangeri es una especie fanerógama perteneciente a la familia Euphorbiaceae. Es endémica de Etiopía, Somalia y NE. Kenia.  

## Descripción
Es una pequeña planta tuberosa arraigada suculenta y perennifolia, que alcanza un tamaño de 3 m de altura, con ramas cilíndricas escasamente ramificadas, de 5-10 mm de espesor, con 3-6 costillas (ángulos) y sin dientes espinosos.

## Ecología
Por lo general, se encuentra en los suelos rojos de arena que recubre la piedra caliza, con matorrales abiertos de Acacia-Commiphora, a una altitud de 460-650 metros.
Es muy cercana de Euphorbia cryptospinosa.

## Taxonomía
Euphorbia erlangeri fue descrita por Ferdinand Albin Pax y publicado en Botanische Jahrbücher für Systematik, Pflanzengeschichte und Pflanzengeographie 33: 286. 1903.
Etimología
Euphorbia: nombre genérico que deriva del médico griego del rey Juba II de Mauritania (52 a 50 a. C. - 23), Euphorbus, en su honor – o en alusión a su gran vientre –  ya que usaba médicamente Euphorbia resinifera. En 1753 Carlos Linneo asignó el nombre a todo el género.
erlangeri: epíteto otorgado en honor del naturalista alemán Carl Baron von Erlenger (1872 - 1904) quien organizó la expedición por el África oriental que descubrió la especie.